# Manuel Saumell Robredo
Manuel Saumell Robredo (La Habana, 17 de julio de 1817-La Habana, 14 de agosto de 1870) fue un reconocido pianista cubano, entonces español, especializado en las contradanzas de su país y en la adaptación de óperas y de canciones de otros artistas. Además tocaba el piano en iglesias, hacía crítica en la prensa bajo el seudónimo de El Timbalero y daba clases a personas cercanas a él. Incluso, hay muchas generaciones de cubanos piensan que con la muerte de Saumell el universo cultural perdía a una de las figuras claves que iniciaron el llamado nacionalismo musical, y afirman que, por su aporte a la cultura cubana, es el músico más importante del siglo XIX en La Isla. El Conservatorio de música de La Habana recibió su nombre, Conservatorio Manuel Saumell.                                  

## Biografía
Nacido el 17 de julio de 1817 en La Habana, fue catalogado como un precoz en la música, a pesar de que se vio obligado a estudiarla de forma autodidacta, debido a que nació en el seno de una familia humilde, que no podía enviarlo a una escuela de música. Hijo del catalán Cristóbal Saumell, quien fue un hombre de pensamiento revolucionario quien le mostró a corta edad sus ideales y las inconformidades que tenía acerca del Teniente General Tacón, quien era en ese momento (1834-1838) el gobernador de la Isla. Se recuerda que este hombre escribió sus primeras  producciones alrededor de los 15 o 16 años, justo cuando estaba aprendiendo a tocar el piano con la ayuda de su profesor Juan Federico Edelmann y cuando fue rendido admirador del estadounidense Louis Moreau Gottschalk. Pero poco después de cumplir los veinte se atreve con una ópera que tendría de telón de fondo los escenarios y el ambiente capitalino, lo cual fue elogiado por Alejo Carpentier, quien afirmó que con el nacimiento de la obra de Saumell, fueron fijados y pulidos los elementos constitutivos de una cubanidad que hasta entonces estaban "perdidos".
Años más tarde Maurice Pyke, director de una compañía de ópera italiana, le enseñó conocimientos de armonía, contrapunto, instrumentación y fuga, lo cual, lógicamente, permitió que el autor de "La música en Cuba" afirmara que Saumell “significa mucho dentro de la historia de los nacionalismos musicales de nuestro continente”. Pero uno de los sucesos más importantes de su vida fue su nombramiento como presidente de la sección de música de la habanera Filarmónica Santa Cecilia, acontecimiento al cual siguió la fundación del Liceo Artístico Literario, junto  a Ramón Pintó y al pianista español José Miró.
Tenemos además que mencionar que, aunque Saumell provenía de una familia de escasos recursos, con el pasar de los años, realizó inversiones de capital por medio de su amigo y corredor de compraventas, el pianista Pablo Desvernine. Además, contrajo matrimonio con Concepción Amegui, una mujer natural de La Habana hija de una familia "acomodada", con la cual tuvo 3 hijos. Pero, el hombre falleció a los 53 años (en La Habana el 14 de agosto de 1870), a pesar de que estaba en plena facultad de condiciones.

## Estilo
Saumell transformó de manera impactante el estilo de la música cubana que hasta entonces estaba disperso en el ambiente y no salían de las casas de baile. Los precursores de Saumell, quienes hasta hoy muchos son anónimos, fueron los que le infundieron un estilo más ambiental, influenciado en cierto modo por la música haitiana. Además de esto, Saumell dejó un detalle muy personal en su estilo, que fue asimilado a lo largo de su vida en las salas de baile y con la compañía de sus contemporáneos, quienes, al igual que él, eran unos increíbles visionarios. Por último, Saumell, como fue previamente dicho, fue alumno del italiano Pyke quien le enseñó conocimientos de armonía, contrapunto, instrumentación y fuga, que fueron detalles que también marcaron a las contradanzas de su autoría, en las cuales aparecen, por vez primera, claves rítmicas de la música popular cubana que se escuchaba en el siglo XIX. .

## Obras
Algunas de sus obras más reconocidas son:
- Los ojos de Pepa (que tiene una versión de jazz más contemporánea de Chucho Valdés),
- El Pañuelo de Pepa.
- Ayes del Alma (que era un contradanza-estudio que fue dedicada a Don Julio Fontana),
- La Tedezco (que fue dedicada a la soprano italiana Fortunata Tedezco),
- Luisiana (que fue dedicada a su amigo L.M. Gottschalk),
- La Virtuosa (que era una contradanza-minueto que fue dedicada a su amigo Pablo Desvennine),
- ''La Nené.
- ¡Toma, Tomás!
- El Somatén
- La suavecita